# Förarbrev för hyresbåt
Förarbrev för hyresbåt är intyg över behörighet som krävs i Finland för att fungera som befälhavare för en hyresbåt uthyrd som bemannad. För utrikes fart krävs också internationellt behörighetsbrev för förare av fritidsbåt. För bland annat båtar i reguljär trafik, båtar avsedda för annat än sport- och fritidsändamål, båtar längre än 24 meter och båtar registrerade för mer än 12 passagerare gäller skilda bestämmelser. Före den 1 januari 2010 krävdes förarbrevet också för att få hyra båt på över 12 meter.
För behörigheten krävs 18 års ålder, läkarintyg som för körkort och intyg över godkänd förstahjälputbildning samt förtrogenhet med bestämmelserna i sjötrafiklagen, sjötrafikförordningen, sjövägsreglerna, reglerna för inre farvatten och med sjömärkena, sjökortet, kompassen hur man krysspejlar, använder loggen och lodet och för skeppsdagbok, och bestämmelserna i sjölagen och andra bestämmelser som gäller fartygs befälhavare till behövliga delar.
Förtrogenhet med bestämmelser och med sjökort, kompass med mera visas i allmänhet genom betyg från en godkänd kurs, till exempel Navigationsförbundets eller scouternas skepparkurser, men kan också visas på annat sätt.[källa behövs]